# Blasphemous 2
Blasphemous 2 (normalmente estilizado Blasphemous II) es un videojuego Metroidvania de desplazamiento lateral desarrollado por The Game Kitchen y publicado por Team17. Es la secuela de Blasphemous (2019), el juego se lanzó para Microsoft Windows, Nintendo Switch, PlayStation 5 y Xbox Series X/S en agosto de 2023 y para PlayStation 4 y Xbox One en noviembre de 2023. El juego recibió críticas generalmente positivas tras su lanzamiento.

## Sistema de juego
Al igual que su predecesor, Blasphemous 2 es un juego de acción y aventuras Metroidvania de desplazamiento lateral en 2D. Los jugadores asumen el control del Penitente, un caballero silencioso que debe embarcarse en una nueva aventura en un nuevo reino para evitar el renacimiento de una maldición llamada "El Milagro".La historia del juego se desarrolla después de la actualización "Wounds Of Eventide" del juego original.Al igual que con los juegos anteriores de la serie, el mundo del juego está lleno de trampas mortales, secuencias de plataformas complejas, enemigos hostiles y jefes,aunque los jugadores también encontrarán otros personajes no jugables que ofrecerán ayuda al jugador o podrán ser enviados a misiones secundarias.
El juego presenta varias armas nuevas, cada una con su propio alcance, velocidad, habilidades especiales y árbol de habilidades. Las armas del juego incluyen Veredicto, que realiza ataques poderosos pero lentos, Sarmiento y Centella, un arma de doble empuñadura que causa daños rápidos, y Ruego al Alba, un arma versátil que combina la fuerza de ambas armas. Estas armas también son útiles para recorrer, ayudando a los jugadores a descubrir nuevos caminos y resolver acertijos.Las habilidades del protagonista también se pueden personalizar. Los jugadores pueden equipar hasta cinco rosarios, que proporcionan bonificaciones pasivas al jugador, y dos hechizos activos (conocidos como oraciones) en el juego. Los jugadores también pueden recolectar estatuas que proporcionan pequeñas bonificaciones por sí mismas y ventajas más significativas cuando se colocan juntas en ciertas combinaciones.

## Trama

### Escenario y personajes
Ambientada muchos años después del final Wounds of Eventide, el culto al Milagro había disminuido después de la muerte de Altasgracias y Su Santidad Escribar, y durante un tiempo, Cvstodia experimentó una era sin dioses ni la influencia del Milagro. Sin embargo, el dolor y el sufrimiento permanecieron en el mundo, y la gente finalmente comenzó a orar por un poder mayor para aliviar su sufrimiento, dándole al Milagro la oportunidad de regresar. Finalmente, el Milagro reunió suficiente poder para crear un corazón enorme en el cielo para dar a luz a un nuevo niño. Para proteger el corazón, el Milagro resucitó a sus seguidores más leales, la Archicofradía encabezada por el primer Penitente, Eviterno.
Posteriormente, Crisanta intentó poner fin a los planes del Milagro matando al niño antes de que pudiera nacer, pero Eviterno la frustró y la mató. Mientras tanto, Deogracias se hizo cargo del ataúd del Penitente y lo custodió hasta su muerte. El regreso del Milagro sirvió también para resucitar al Penitente, obligándolo a continuar su penitencia.

### Sinopsis
Después de resucitar y obtener una nueva arma para reemplazar al Mea Culpa, el Penitente se encuentra con una mujer angelical llamada Anunciada, quien le ordena que destruya al nuevo hijo del Milagro y evite que el Milagro regrese. Para hacer esto, el Penitente debe recolectar los Tres Arrepentimientos, lo que abrirá un camino para que el Penitente alcance el corazón en el cielo. Con una nueva misión, el Penitente procede a viajar nuevamente a través de Cvstodia, realizando las Tres Humillaciones y eliminando a todos los miembros de la Archicofradía.
A medida que el Penitente recopila las Tres Humillaciones y descubre más información, finalmente descubre que el Milagro pudo regresar gracias a responder las oraciones de un esposo y una esposa devotos, quienes oraron fervientemente por un hijo a pesar de que la esposa era estéril. Lo que resultó fue una concepción inmaculada milagrosa, pero el nacimiento creó al Testigo desfigurado y desató una plaga que mató a la esposa y a muchas otras personas. Sin embargo, los objetivos del Milagro se lograron cuando los habitantes de Cvstodia redescubrieron su existencia. El Penitente también se encuentra con el espíritu del Testigo, quien explica que su papel es observar y narrar los acontecimientos de la historia.
Finalmente, el Penitente logra llegar a la cima de la Ciudad del Santo Nombre, donde enfrenta y vence a Eviterno. Sin embargo, es demasiado tarde para impedir que nazca el niño, la Devoción Encarnada. La Devoción Encarnada inicialmente se confunde sobre cuál es su propósito, pero ataca al Penitente, viéndolo como una prueba. El Penitente finalmente derrota a la Devoción Encarnada, lo que lleva a uno de dos finales:
- En el final predeterminado del juego, la Devoción Encarnada se da cuenta de que el dolor que experimentó al luchar contra el Penitente debía ser su bautismo, y se fusiona con el Penitente herido de muerte para completar su transformación, anunciando la era del Segundo Salmo y el regreso del Milagro.
- Si el jugador completó varias peleas y misiones contra jefes opcionales y obtuvo el objeto Incienso de los Enviados, entonces la Devoción Encarnada se da cuenta de que el dolor que experimentó es la encarnación del rechazo del Milagro por parte de Cvstodia, y muere voluntariamente, poniendo fin a la amenaza del Milagro. para siempre. La Anunciada recompensa al Penitente llevando su espíritu al más allá, donde lo esperan sus compañeros fallecidos, y el Testigo concluye que la penitencia del Penitente es completa.

## Desarrollo
La desarrolladora española The Game Kitchen desarrolló la secuela. Según el productor David Erosa, un objetivo importante para el equipo era acercar el juego al género clásico Metroidvania. Por lo tanto, el equipo trabajó para ampliar el arsenal de armas del Pentiente, proporcionándole más medios para combatir enemigos y atravesar el mundo. El equipo no utilizó nada del código del juego original y, en cambio, tardó 18 meses en reconstruir el código de Blasphemous 2 desde cero.El equipo también se tomó el tiempo para perfeccionar los controles del juego después de escuchar comentarios y quejas de los jugadores del juego original.Al igual que el juego original, el equipo se inspiró en las pinturas y la cultura, la historia y la arquitectura locales españolas al crear Blasphemous 2.La secuela fue lanzada con doblaje tanto en inglés como en español castellano, este último con múltiples actores de España, así como el actor de doblaje mexicano Humberto Vélez.
Game Kitchen y el editor Team17 anunciaron oficialmente el juego en abril de 2023.El juego se lanzó digitalmente para PC con Windows, Nintendo Switch, PlayStation 5 y Xbox Series X y Series S el 24 de agosto de 2023. La versión física del juego se lanzó el 15 de septiembre de 2023.También se puede comprar una edición Digital Deluxe más cara, que incluye acceso a un libro de arte digital y a la banda sonora oficial del juego.

## Recepción
Blasphemous 2 recibió críticas "generalmente favorables", según el agregador de reseñas Metacritic.    
Travis Northup de IGN describió el juego como "un regreso gloriosamente asqueroso a Cvstodia" y agregó que a pesar de la falta de originalidad del juego en su diseño, "lo compensa con creces con su mundo extraño, su historia espantosa y su apariencia y sonido inspirados". Escribiendo para Destructoid, Timothy Monbleau comparó favorablemente el juego con "grandes del género de todos los tiempos como Castlevania: Aria of Sorrow ", y concluyó su reseña diciendo que "Cualquiera a quien le guste Metroidvanias debería dedicar tiempo a Blasphemous 2 ".  Brian Shea, de Game Informer, elogió su elemento de exploración.